# Martin Vingaard
Martin Vingaard Hansen (Odense, 20 marzo 1985) è un ex calciatore danese, di ruolo centrocampista.

## Caratteristiche tecniche
Può essere schierato sia come esterno di centrocampo, prevalentemente sulla fascia destra, sia come centrocampista offensivo.

## Carriera

### Club
Inizia la carriera professionistica nel 2003, con la maglia dell'B 1913. Gioca la prima partita in Superligaen con la maglia dell'Esbjerg nel quale si mette in luce e diventa uno dei punti cardine della squadra: prova ne sono le 79 presenze collezionate nelle stagioni 2005-2006, 2006-2007 e 2007-2008 in cui ha segnato 16 gol. Nel centrocampo dell'Esbjerg Vingaard gioca assieme a Niki Zimling, che passerà poi all'Udinese. Nella successiva stagione viene acquistato dal più blasonato Copenaghen in cui gioca 11 incontri e segna un gol.

### Nazionale
È stato nel giro della Nazionali Under-19 e Under-20.
In Nazionale maggiore ha disputato nove gare, segnando il primo gol nell'amichevole contro la Polonia del 1º giugno 2008.

## Statistiche

### Cronologia presenze e reti in nazionale
| Cronologia completa delle presenze e delle reti in nazionale ― Danimarca | Cronologia completa delle presenze e delle reti in nazionale ― Danimarca | Cronologia completa delle presenze e delle reti in nazionale ― Danimarca | Cronologia completa delle presenze e delle reti in nazionale ― Danimarca | Cronologia completa delle presenze e delle reti in nazionale ― Danimarca | Cronologia completa delle presenze e delle reti in nazionale ― Danimarca | Cronologia completa delle presenze e delle reti in nazionale ― Danimarca | Cronologia completa delle presenze e delle reti in nazionale ― Danimarca |
| Data                                                                     | Città                                                                    | In casa                                                                  | Risultato                                                                | Ospiti                                                                   | Competizione                                                             | Reti                                                                     | Note                                                                     |
| ------------------------------------------------------------------------ | ------------------------------------------------------------------------ | ------------------------------------------------------------------------ | ------------------------------------------------------------------------ | ------------------------------------------------------------------------ | ------------------------------------------------------------------------ | ------------------------------------------------------------------------ | ------------------------------------------------------------------------ |
| 29-5-2008                                                                | Eindhoven                                                                | Paesi Bassi                                                              | 1 – 1                                                                    | Danimarca                                                                | Amichevole                                                               | -                                                                        | 77’                                                                      |
| 1-6-2008                                                                 | Chorzów                                                                  | Polonia                                                                  | 1 – 1                                                                    | Danimarca                                                                | Amichevole                                                               | 1                                                                        | 68’                                                                      |
| 20-8-2008                                                                | Copenaghen                                                               | Danimarca                                                                | 0 – 3                                                                    | Spagna                                                                   | Amichevole                                                               | -                                                                        | 56’                                                                      |
| 6-9-2008                                                                 | Budapest                                                                 | Ungheria                                                                 | 0 – 0                                                                    | Danimarca                                                                | Qual. Mondiali 2010                                                      | -                                                                        | 61’                                                                      |
| 19-11-2008                                                               | Brøndby                                                                  | Danimarca                                                                | 0 – 1                                                                    | Galles                                                                   | Amichevole                                                               | -                                                                        | 60’                                                                      |
| 11-2-2009                                                                | Il Pireo                                                                 | Grecia                                                                   | 1 – 1                                                                    | Danimarca                                                                | Amichevole                                                               | -                                                                        | 46’                                                                      |
| 7-9-2010                                                                 | Copenaghen                                                               | Danimarca                                                                | 1 – 0                                                                    | Islanda                                                                  | Qual. Euro 2012                                                          | -                                                                        | 76’                                                                      |
| 8-10-2010                                                                | Porto                                                                    | Portogallo                                                               | 3 – 1                                                                    | Danimarca                                                                | Qual. Euro 2012                                                          | -                                                                        |                                                                          |
| 9-2-2011                                                                 | Copenaghen                                                               | Danimarca                                                                | 1 – 2                                                                    | Inghilterra                                                              | Amichevole                                                               | -                                                                        | 89’                                                                      |
| Totale                                                                   |                                                                          | Presenze                                                                 | 9                                                                        |                                                                          | Reti                                                                     | 1                                                                        |                                                                          |

## Palmarès
- Campionato danese: 2

Copenaghen: 2009-2010, 2010-2011
- Coppa di Danimarca: 1

Copenhagen: 2011-2012